# Melanagromyza osoflacensis
Melanagromyza osoflacensis är en tvåvingeart som beskrevs av Spencer 1981. Melanagromyza osoflacensis ingår i släktet Melanagromyza och familjen minerarflugor.
Artens utbredningsområde är Kalifornien. Inga underarter finns listade i Catalogue of Life.